# Центральный парк культуры и отдыха имени Бондина
Центральный парк культуры и отдыха имени А. П. Бондина (ЦПКиО им. А. П. Бондина) — центральный парк города Нижнего Тагила, расположен в историческом центре на берегу Тагильского пруда, в Ленинском районе города, в Центре города.

## История
Парк на берегу Тагильского пруда был заложен в начале XIX в., примерно в 1806 году, и первоначально назывался Господским садом. Он был обустроен так, чтобы вместе с господским домом Николая Никитича Демидова составлять единый ансамбль. Господский сад вместе с оранжереей изображён на картине художника Василия Раева «Тагил зимой». В этой оранжерее зимой выращивались огурцы и ананасы.
В 1920-е годы в саду работал летний театр. Здесь выступали на гастролях различные театры, показывались кинофильмы. В 1930-е годы в саду начали проводиться массовые городские гулянья, здесь работали читальня, ресторан, прокат лодок для катаний на пруду, а также комната для любителей шашек и шахмат и детская техническая станция. 23 июня 1935 года в сад приехал Уральский зоопарк.
27 июля 1946 года в парке был торжественно открыт памятник нижнетагильскому писателю А. П. Бондину работы скульптора М. П. Крамского. 1 апреля 1947 года городской парк был переименован в честь писателя. В парке сохранился дом (Мемориально-литературный музей Бондина), в котором писатель прожил последние годы своей жизни.
В 1960—1970-е годы в парке Бондина действовали летний кинотеатр, эстрада, спортивный городок, детская площадка, планетарий.
В 2000-е в парке Бондина появляются металлические скульптуры тагильского скульптора Александра Иванова «Муравей-трудяга» (антропоморфный муравей с лопатой) и «Стрекоза» (на фонаре в виде цветка одуванчика). Также открывается большое количество новых аттракционов. В 2012-м год на территории парка работал частный контактный зоопарк.

## Описание
Парк протянулся вдоль Тагильского пруда от «Тагильского кремля» (Краеведческого музея) до цирка и здания епархии РПЦ примерно на 1 км. В ширину в самом широком месте парк Бондина примерно 200 м. Парк имеет 5 входов, несколько больших и малых аллей. Западная его часть — это в основном роща с липами, клёнами, берёзами, лиственницами и голубыми елями, между которыми кое-где стоят аттракционы и небольшие уличные кафе. В восточной части парка в большом количестве расположены аттракционы, в частности единственное сохранившееся в городе колесо обозрения; ещё в восточной части находятся новомодные сварные скульптуры, каскадный (ступенчатый) фонтан, спускающийся от главного входа в ЦПКиО до центральной площадки, а также памятник тагильскому писателю А. П. Бондина и его дом-музей. Администрация ЦПКиО занимает два старинных бывших купеческих домах, которые находятся на периметре территории парка, по улице Уральской.
Ныне парк имени Бондина является популярным местом отдыха тагильчан.

## Галерея

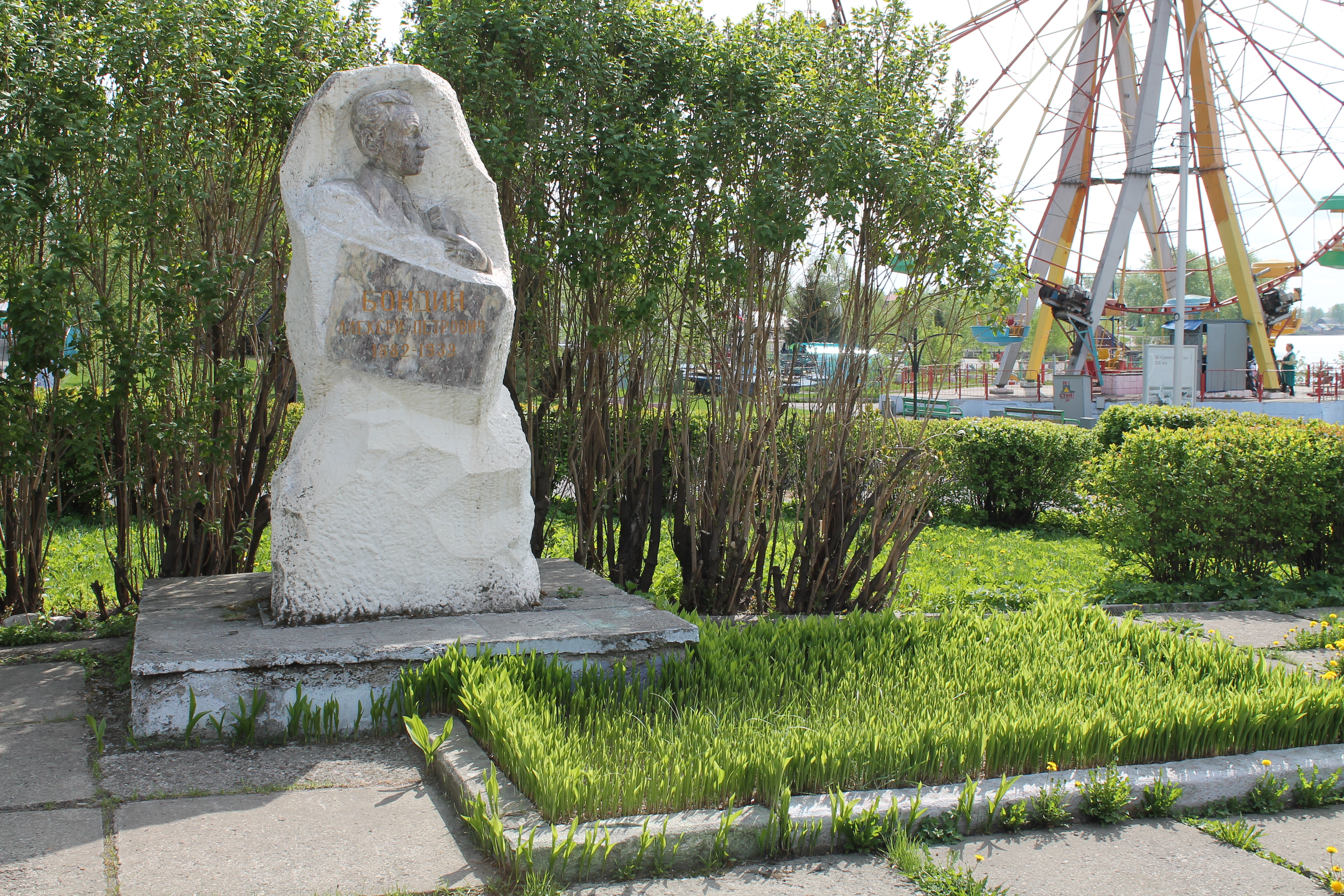
Бюст А. П. Бондина в парке, на месте его могилы
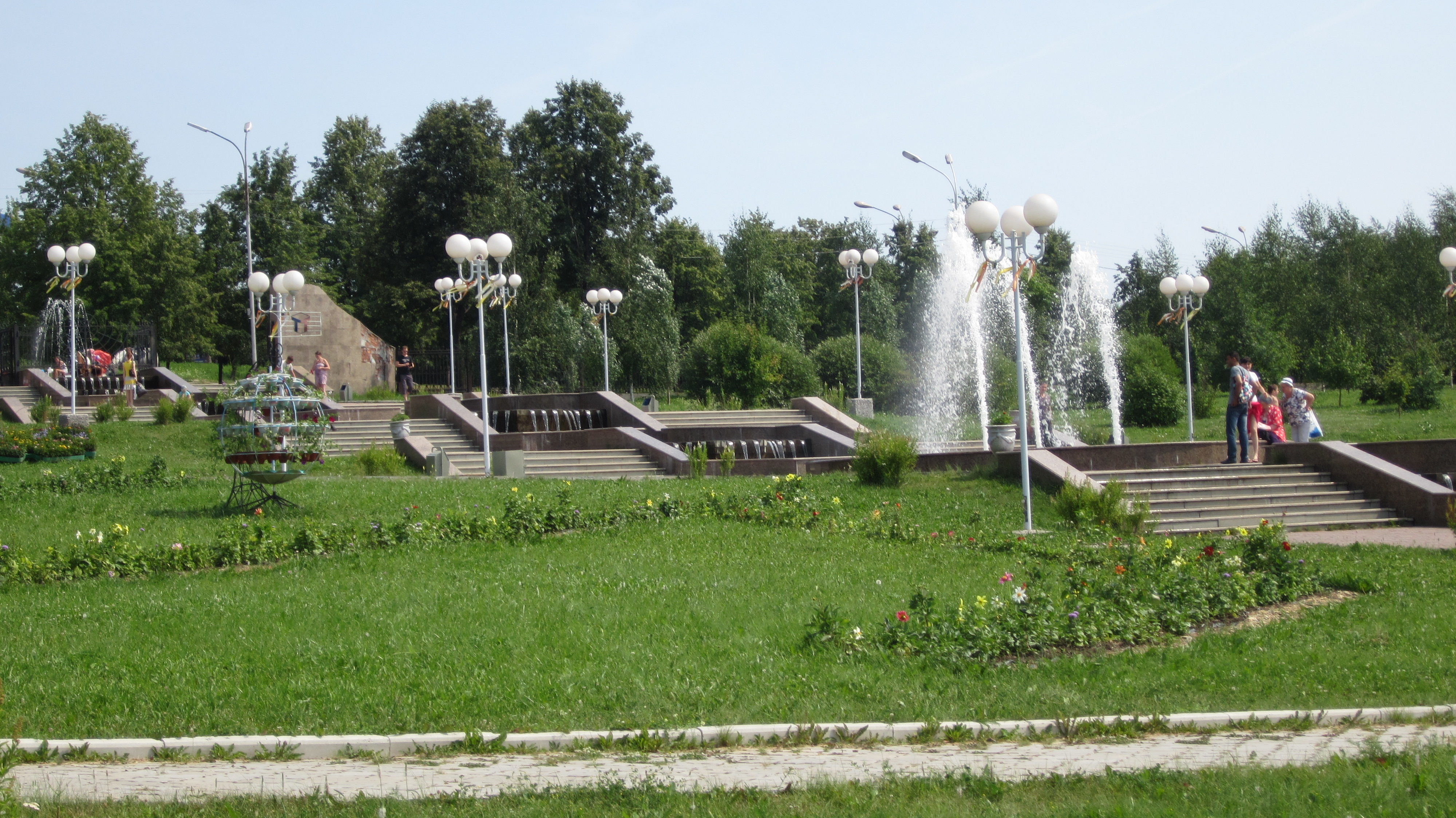
Каскадный фонтан в парке
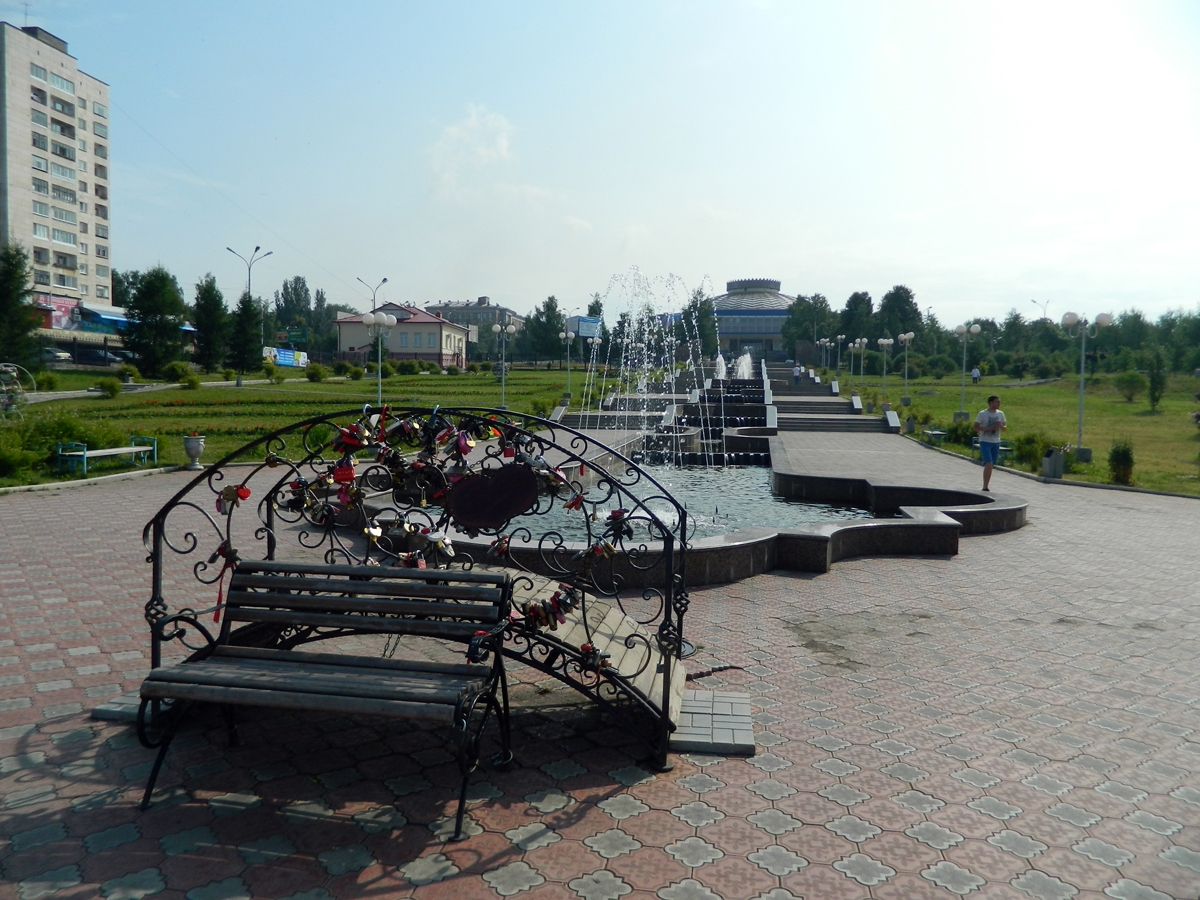
Мостик Влюблённых
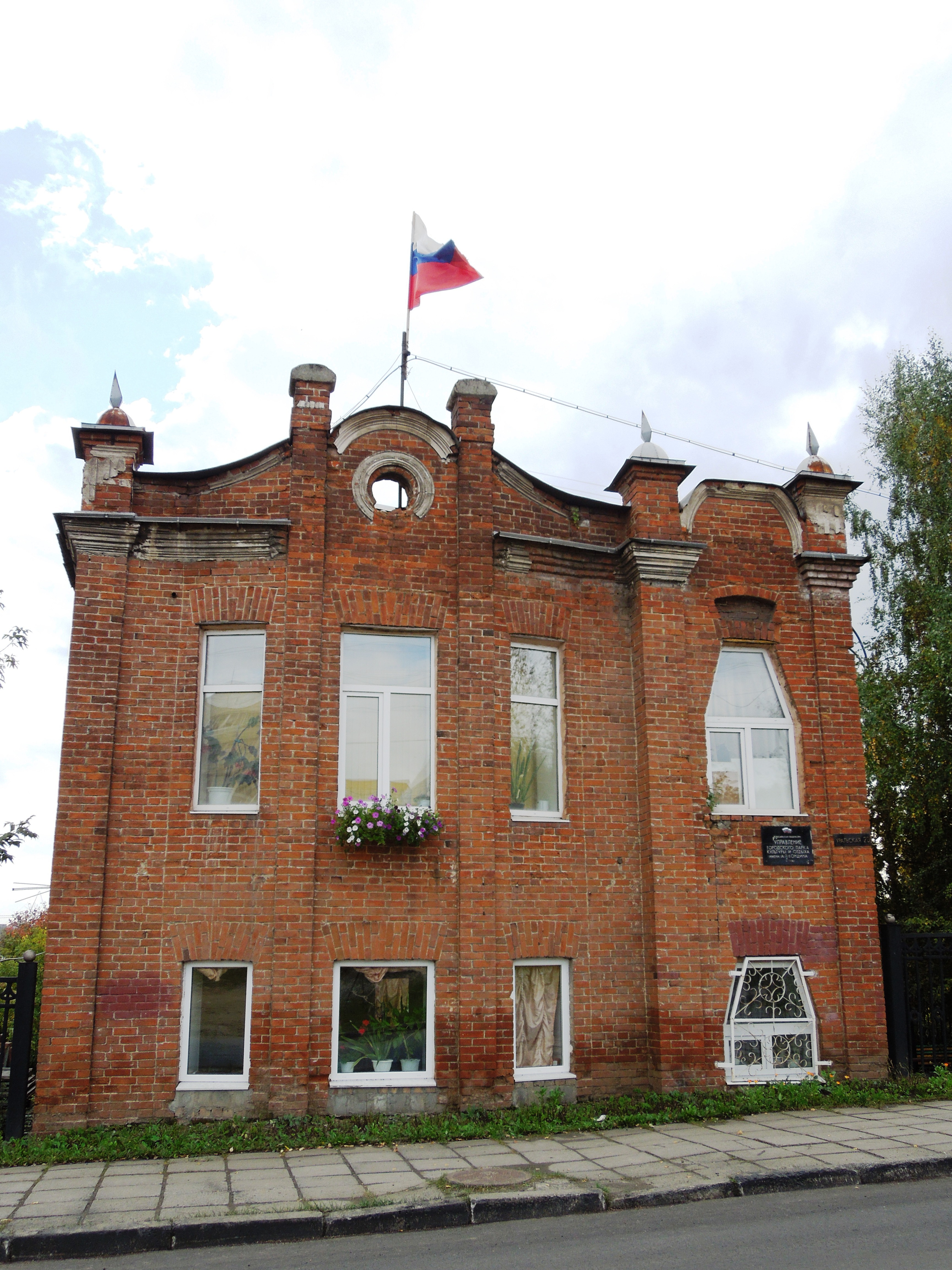
Администрация парка
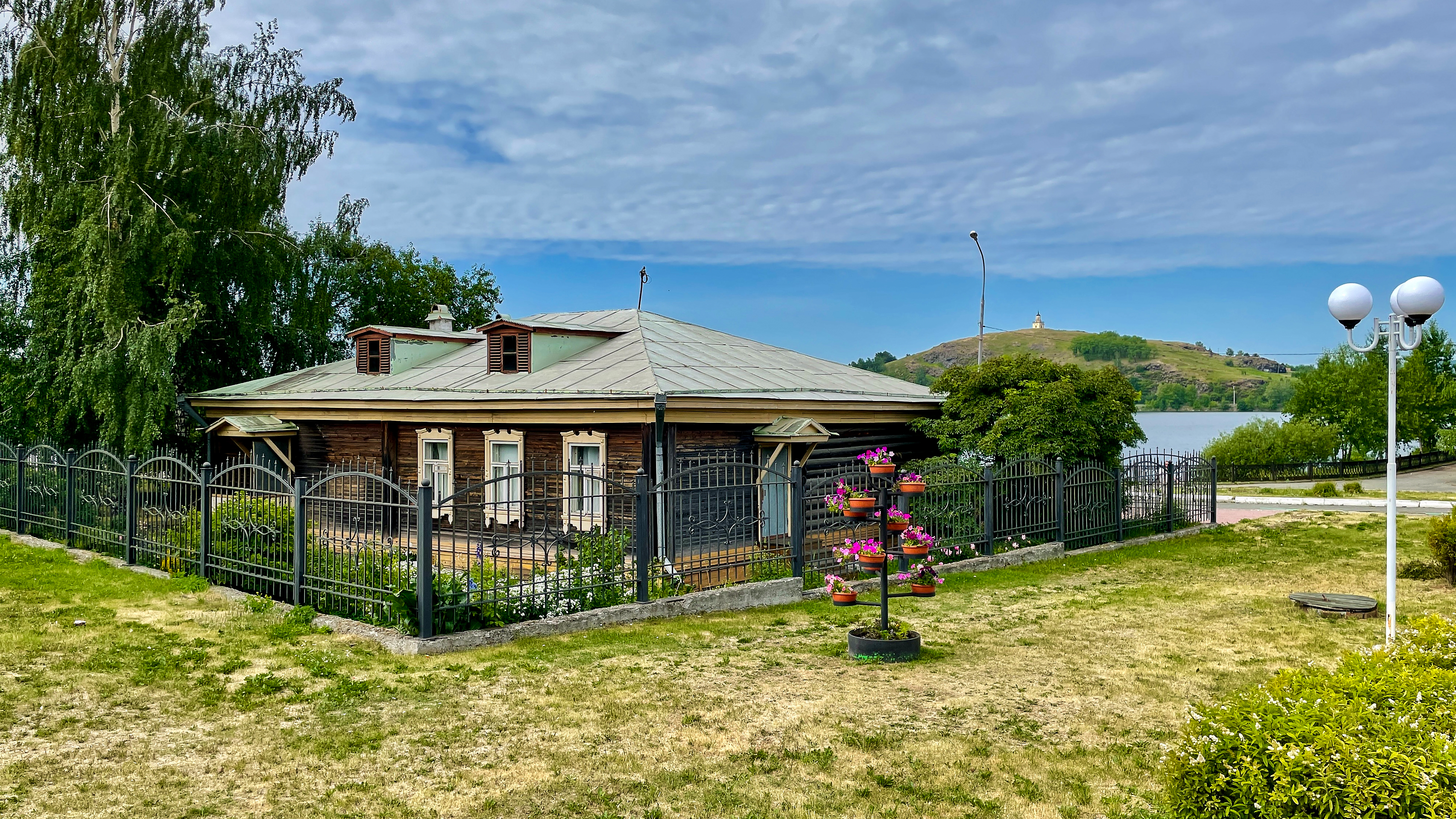
Дом-музей со стороны парка
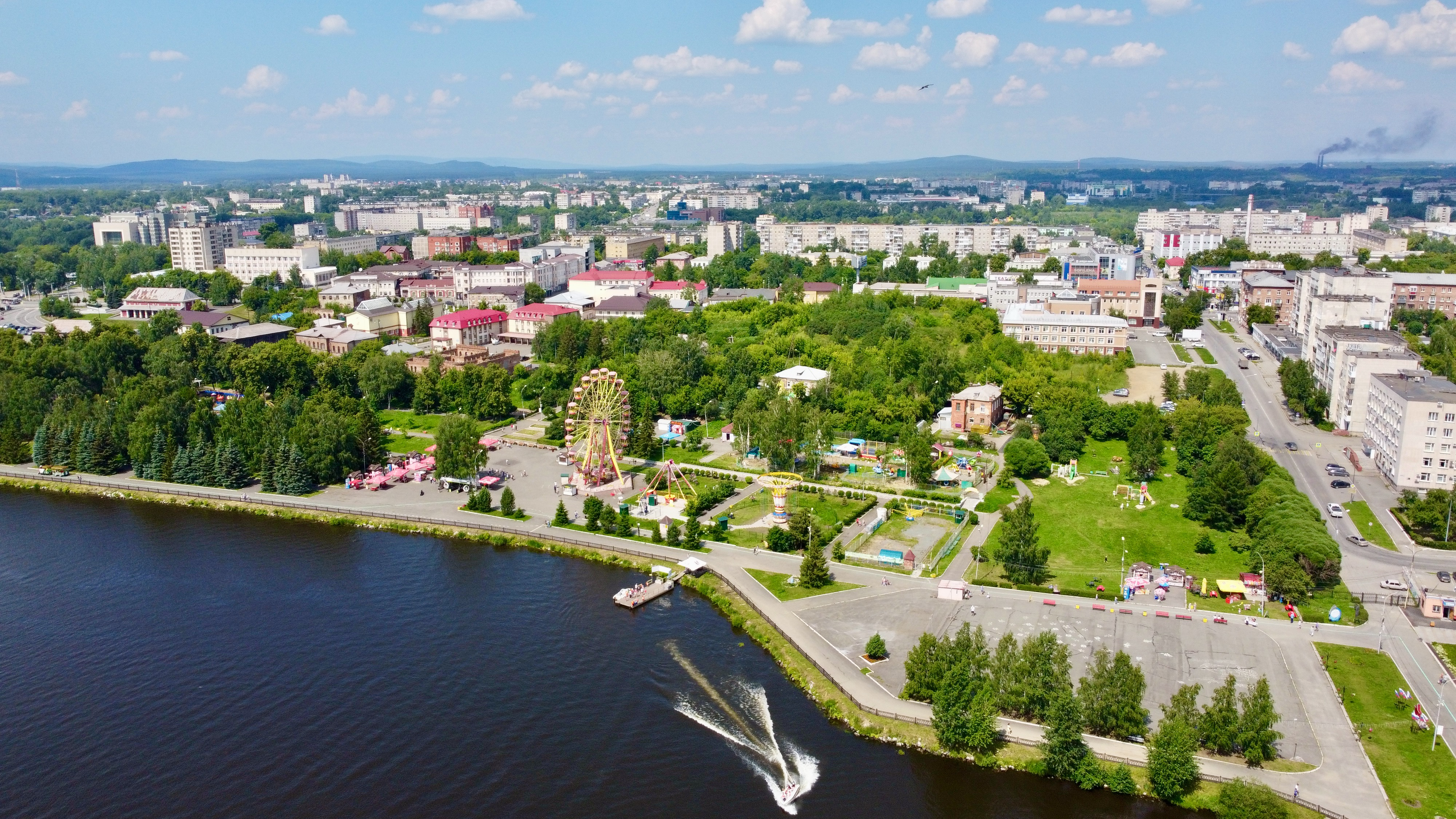
Парк аттракционов
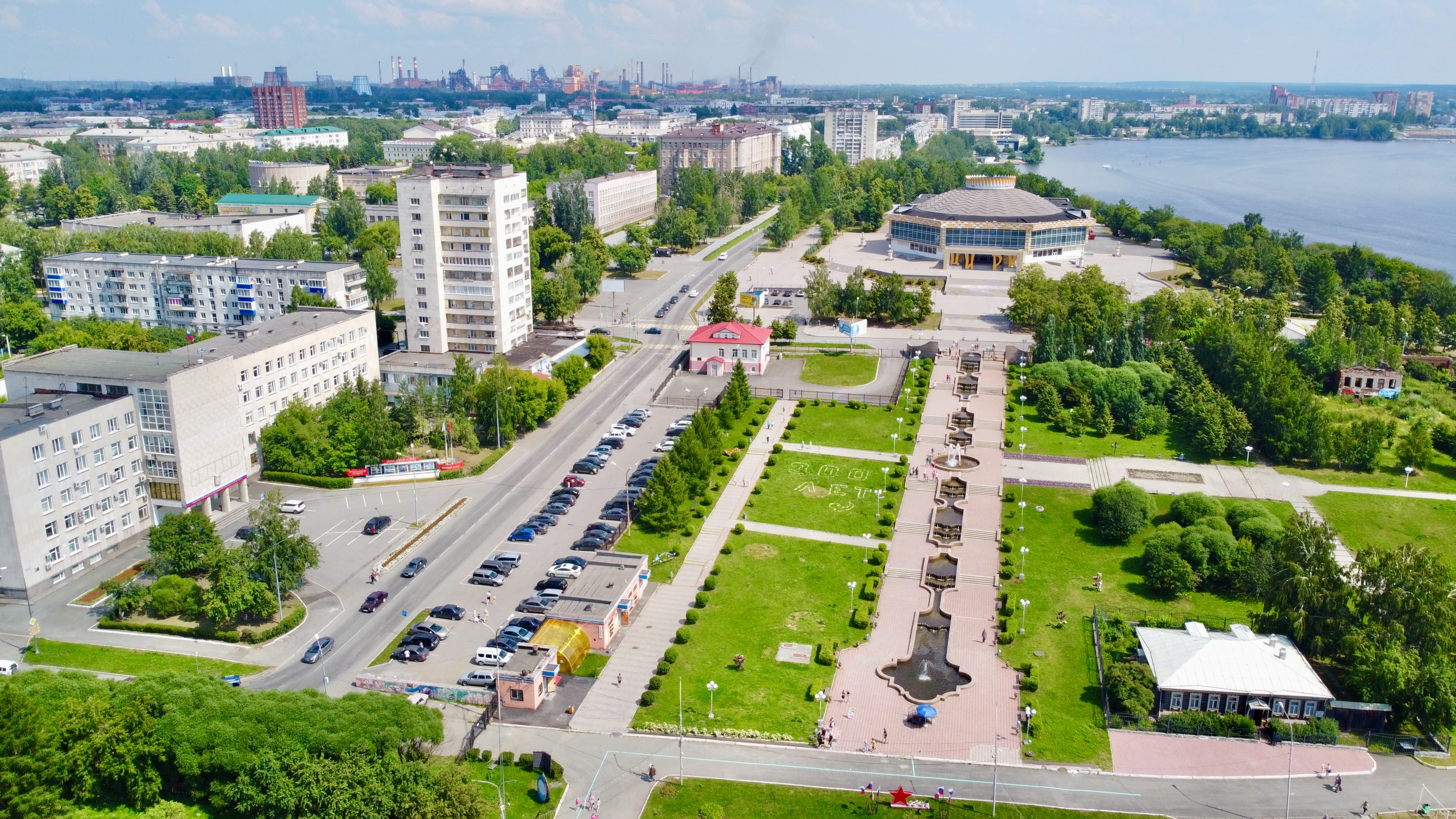
Вид с высоты